# Manolo Perales
Manolo Perales, también conocido como Manuel Perales (España, 1898 - ibídem, 9 de abril de 1959) fue un primer actor español que desarrolló gran parte de su carrera en Argentina.

## Carrera
Perales fue un talentoso actor de nacionalidad español que sobresalió durante una docena de films de la época dorada argentina, junto a artistas de la talla de Nini Marshall, Delia Garcés, Norma Aleandro, Norma Giménez, Héctor Armendáriz, Lolita Torres, Augusto Codecá, Alfredo Jordán, Carla Tajes, Juan José Padilla y Adrián Cúneo, entre muchos otros. Siempre fue recordado por los cinéfilos, a raíz de su papel de un bondadoso sacerdote en Las campanas de Teresa, junto a Laura Hidalgo.
En teatro se lució junto actores de la talla de Socorrito González y Joaquín García León, con quien compartió escenario en el Teatro Apolo, otras fueron Lola Membrives, Eva Franco, Fernando Ochoa, Irene Alba, María Pujó, Irma Córdoba, Libertad Lamarque, Carmen Sanz y Pepe Arias, entre otros. Con Joaquín García León creó en la década del 30 su propia compañía, donde llevaron a escena obras de, entre otros autores, Antonio Quintero. Entre sus numerosas obras se destaca Cataplum de 1936 en el papel de Alfonso.

### Filmografía
- 1941: Una novia en apuros
- 1943: Carmen
- 1944: La dama duende
- 1945: Villa Rica del Espíritu Santo
- 1946: Rosa de América
- 1951: Me casé con una estrella
- 1952: La muerte en las calles
- 1952: Mi mujer está loca
- 1954: El grito sagrado
- 1955: La noche de Venus
- 1955: La Quintrala, doña Catalina de los Ríos y Lisperguer
- 1955: Requiebro
- 1956: Alejandra
- 1956: Oro bajo
- 1957: Las campanas de Teresa[3]

### Radio
Fue una estrella exclusiva de Radio Splendid, donde también trabajó como jurado en varios concursos radiales.
En 1941 actuó en el radioteatro Cartas de amor, por Radio Argentina, junto con los actores Malvina Pastorino, Ibis Blasco, Antonia Herrero, Angelina Pagano, Pedro Tocci, Pepita Meliá, Benito Cibrián y Joaquín García  León.
En 1948 hizo en Radio Belgrano, el programa Gran Pensión El Campeonato, creación de Tito Martínez del Box, donde reemplazo al actor Tino Tori, junto con Antonia Volpe, Félix Mutarelli, Héctor Ferraro, Roberto Fugazot, Carlos Castro "Castrito" y Zelmar Gueñol. También actuó en LR9 Radio Fénix, junto con la cancionista Adhelma Falcón, la imitadora Pepepé, la actriz Nini Montián y el concertista Argentino Valle.

## Fallecimiento
Manolo Manuel Perales falleció repentinamente de un infarto cardíaco el 9 de abril de 1959, luego de viajar a su país natal, tras haber permanecido en Argentina por 25 años.